# Список умерших в 1935 году
В этой статье представлен список известных людей, умерших в 1935 году.
- См. также: Категория:Умершие в 1935 году

## Январь
- 7 января — Иван Мещерский (75) — русский учёный, основоположник механики тел переменной массы.
- 7 января — Николай Блиодухо (56) — белорусский советский геолог, академик АН БССР.
- 10 января — Тедди Флэк — австралийский легкоатлет и теннисист.
- 15 января — Иван Винокуров (41) — советский государственный и партийный деятель, председатель СНК Якутской АССР (1924-1925).
- 16 января — Магда Иршик — немецкая актриса на трагических ролях.
- 16 января — Ма Баркер (наст. имя Аризона Донни Баркер, урожд. Кларк) (61) — американская гангстерша; убита.
- 20 января — Цемах Шабад (70) — известный российский и литовский медик и общественный деятель, публицист и редактор.
- 25 января — Валериан Куйбышев (46) — революционер, а затем советский партийный и политический деятель.
- 26 января — Михаил Ипполитов-Иванов (75) — русский композитор, дирижёр.
- 27 января — Анна Боберг (70) — шведская художница.

## Февраль
- 5 февраля — Григорий Беклемишев (54) — русский пианист и музыкальный педагог.
- 7 февраля — Артур Томсон (76) — британский анатом и антрополог.
- 9 февраля — Ксавер Гяльский (80) — хорватский писатель, общественный деятель.
- 12 февраля — Кай Доннер (46) — финский лингвист, этнограф и политик.
- 13 февраля — Болеслав Балзукевич (56) — польский скульптор; профессор виленского Университета Стефана Батория.
- 14 февраля — Вячеслав Будзиновский — галицкий украинский политик, публицист и популяризатор, один из основателей Украинской Радикальной Партии а затем и УНДП.
- 17 февраля — Винцас Мицкявичюс-Капсукас (54) — деятель международного коммунистического движения, один из организаторов и руководителей Коммунистической партии Литвы, литературный критик-марксист.
- 21 февраля — Оскар Кантер (49) — советский политический деятель, председатель Исполнительного комитета Нижне-Амурского областного Совета (1935).
- 28 февраля — Шикинья Гонзага (87) — первая бразильская женщина-композитор, пианист и дирижёр.
- 28 февраля — Исаак Шкловский (70) — русский публицист, этнограф и беллетрист.

## Март
- 3 марта — Карадог Робертс (56) — британский валлийский композитор, органист и хормейстер.
- 5 марта — Роберт Крейг (49) — австралийский регбист и игрок в регбилиг, выступавший на позиции хукера и лока.
- 7 марта — Виктор Боголюбов (60) — русский и советский хирург, доктор медицинских наук, профессор.
- 7 марта — Леонид Фёдоров (55) — экзарх русских католиков восточного обряда. В 2001 году причислен к лику блаженных Католической церкви.
- 8 марта — Хатико (11) — пёс породы акита-ину, являющийся символом верности и преданности в Японии.
- 16 марта — Арон Нимцович (48) — один из крупнейших шахматистов и теоретиков шахмат в истории.
- 19 марта — Давид (Качахидзе) — епископ Грузинской православной церкви, митрополит Батумский и Шемокмедский.
- 20 марта — Владимир Доктуровский (50) — российский и советский ботаник, профессор.
- 27 марта — Муса аль-Хусейни — мэр Иерусалима.
- 29 марта — Николай Кащенко — профессор зоологии и сравнительной анатомии.
- 30 марта — Романос Меликян (51) — армянский композитор, музыкально-общественный деятель, хормейстер и музыкальный педагог.

## Апрель
- 5 апреля — Эмиль Млынарский (64) — польский дирижёр, скрипач, композитор и музыкальный педагог.
- 9 апреля — Людвиг Дойч — художник-ориенталист.
- 12 апреля — Кнут Эдгар Васашерна (67) — финский архитектор.
- 16 апреля — Иегуда Цви Евзеров (80 или 81) — раввин, проповедник, деятель движения Ховевей Цион.
- 16 апреля — Виктор Эвальд (74) — российский учёный и композитор.
- 18 апреля — Панаит Истрати (50) — румынский писатель.
- 22 апреля — Манон Гропиус (18)
- 23 апреля — Рейнгольд Зееберг (76) — богослов.
- 25 апреля — Исаак Крайндель (72) — российский медик, доктор медицины.

## Май
- 4 мая — Леолинда Дальтро (75) — бразильская учительница-феминистка, суфражистка и борец за права коренных народов; сбита машиной.
- 5 мая — Сьюзи Фрэнсис Харрисон (76) — канадская поэтесса, прозаик, музыкальный критик и композитор.
- 9 мая — Натан Хэскелл Доул (82) — американский редактор, переводчик, писатель, поэт, журналист, педагог.
- 10 мая — Рота Линторн-Орман (40) — британская фашистка.
- 12 мая — Юзеф Пилсудский (67) — польский государственный и политический деятель, первый глава возрождённого польского государства, основатель польской армии.
- 14 мая — Варни Паркс (75) — австралийский политик и архитектор.
- 14 мая — Магнус Хиршфельд (67) — известный немецкий врач еврейского происхождения, сексолог, исследователь человеческой сексуальности, в частности гомосексуальности и защитник прав сексуальных меньшинств.
- 15 мая — Казимир Малевич (56 или 57) — русский и советский художник-авангардист, один из основателей супрематизма — направления в абстрактном искусстве.
- 18 мая — Милка Павлович (29 или 30) — хорватская серийная убийца; повешена.
- 19 мая — Томас Эдвард Лоуренс (Лоуренс Аравийский) (46) — британский офицер и писатель, сыгравший большую роль в Великом арабском восстании 1916—1918 годов; мотоциклетная авария.
- 24 мая — Патрик Джозеф Клун (71) — католический прелат.

## Июнь
- 3 июня — Евгений Обермиллер — российский востоковед, тибетолог, санскритолог и буддолог.
- 7 июня — Иван Мичурин (79) — русский биолог и селекционер, автор многих сортов плодово-ягодных культур
- 22 июня — Шимон Ашкенази — польский историк, политик и дипломат еврейского происхождения.
- 22 июня — Николай Бережанский — латвийский журналист.
- 24 июня — Карлос Гардель (44 или 47) — аргентинский певец, композитор и актёр, одна из самых значительных фигур в истории танго; авиакатастрофа.

## Июль
- 3 июля — Михал Бобржинский (85) — польский историк, педагог, профессор.
- 3 июля — Андре Ситроен (57) — французский промышленник, создатель концерна «Citroën» и автомобиля под тем же наименованием, масон.
- 11 июля — Арон Ланде (63) — российский юрист, политик и публицист.
- 12 июля — Альфред Дрейфус (75) — французский офицер, еврей по происхождению, герой знаменитого процесса (дело Дрейфуса), имевшего большое политическое значение.
- 15 июля — Александр Генио (103) — французский врач.
- 17 июля — Мариан Глушкевич (58) — галицко-русский общественный деятель и русский поэт.
- 20 июля — Константин Лекарский (81) — болгарский экономист, нотариус и общественный деятель.

## Август
- 4 августа — Гавриил Иванов (74) — российский и советский архитектор.
- 6 августа — Александр Винклер (70) — русский композитор, пианист, музыкальный критик и педагог.
- 7 августа — Александр Ширванзаде (77) — армянский писатель и драматург.
- 9 августа — Иван Товстуха (46) — член ЦИК СССР, заместитель директора Института Маркса — Энгельса — Ленина.
- 15 августа — Уилл Роджерс (55) — американский комик, актёр и журналист; авиакатастрофа.
- 28 августа — Давид Золотарёв (49—50) — русский и советский антрополог, этнограф.
- 29 августа — Алексей Новаковский (63) — украинский живописец и педагог.
- 30 августа — Анри Барбюс (62) — французский писатель, журналист и общественный деятель в международном коммунистическом движении.
- 31 августа — Герман Бернштейн (58) — американский журналист, переводчик, писатель, дипломат.

## Сентябрь
- 3 сентября — Иван Аксёнов (50) — русский и советский поэт, литературный и художественный критик, переводчик.
- 3 сентября — Виконт ди Виламоура (57) — португальский юрист, политик и писатель-декадент.
- 10 сентября — Хьюи Лонг (42) — американский политический деятель, радикальный демократ, губернатор штата Луизиана в 1926—1932 годах, сенатор от того же штата в 1932—1935; убит.
- 11 сентября — Фреда Дю Фор (52) — австралийская альпинистка.
- 17 сентября — Лев Виленский (64—65) — общественный деятель, участник сионистского движения. Основатель Всемирного союза Партии общих сионистов.
- 18 сентября — Элис Данбар-Нельсон (60) — американская поэтесса, журналист и политический активист.
- 19 сентября — Константин Циолковский (78) — российский и советский учёный-самоучка, исследователь, основоположник современной космонавтики.
- 21 сентября — Юлия Бек (81) — шведская художница и каллиграф.
- 22 сентября — Джон Виктор (43) — южноафриканский легкоатлет.
- 24 сентября — Владимир Перетц (65) — русский и советский филолог.
- 25 сентября — Томас Ричардс (53) — австралийский регбист, чемпион летних Олимпийских игр.

## Октябрь
- 1 октября — Владимир Гиляровский (79) — писатель, журналист, бытописатель Москвы.
- 3 октября — Николай Василенко — украинский историк, государственный и политический деятель.
- 4 октября — Жан Беро (86) — французский салонный живописец.
- 5 октября — Миржакип Дулатов (49) — казахский поэт, писатель, один из лидеров правительства «Алаш-Орды» и национально-освободительного движения Казахстана.
- 9 октября — Борис Поплавский (32) — видный поэт и прозаик русского зарубежья (первая волна эмиграции).
- 10 октября — Михаил Мензбир (79) — известный русский и советский зоолог и зоогеограф, основатель русской орнитологии; профессор (с 1886) и ректор Московского университета (1917—1919).
- 15 октября — Вернер Абель (33) — немецкий журналист; покончил с собой или убит в концлагере Дахау.
- 16 октября — Иван Казаков (62) — русский живописец и график.
- 16 октября — Александр Фомин (68) — русский (украинский) советский ботаник.
- 21 октября — Рихард Вале (60) — австрийский философ, психолог и педагог.
- 28 октября — Пётр Секретев (58) — генерал-майор Русской императорской армии.

## Ноябрь
- 5 ноября — Борис Лелявский (49) — член IV Государственной думы от Волынской губернии.
- 8 ноября — Чарльз Кингсфорд-Смит (38) — австралийский лётчик, один из пионеров австралийской авиации.
- 20 ноября — Изз ад-Дин аль-Кассам — влиятельный исламский священнослужитель.
- 25 ноября — Иясу V — император Эфиопии (1913—1916).
- 26 ноября — Андроник Степович — российский публицист, педагог и славяновед.
- 27 ноября — Александр Томсон (75) — эстонский лингвист.

## Декабрь
- 1 декабря — Бернхард Шмидт (56) — эстонско-шведский, впоследствии немецкий астроном и инженер-оптик, изобретатель зеркально-линзового телескопа большой светосилы, свободного от комы.
- 2 декабря — Альбер Айя (60) — французский фехтовальщик.
- 2 декабря — Антон Васютинский (77) — художник, скульптор-медальер, резчик.
- 4 декабря — Поль Клерже (67) — актёр и сценарист эпохи немого и звукового кино.
- 15 декабря — Анри Краусс (69) — французский актёр и режиссёр.
- 16 декабря — Адам Пилсудский (66) — вице-президент города Вильно, сенатор Польши, брат Юзефа Пилсудского.
- 18 декабря — Йохан Мунте (71) — генерал-лейтенант.
- 18 декабря — Альбрехт Антоний Радзивилл (50) — ординат Несвижа.
- 21 декабря — Иссахар-Бер Рыбак (38) — российский еврейский художник, живописец, график и декоратор.
- 21 декабря — Курт Тухольский (45) — немецкий журналист и писатель; самоубийство.
- 22 декабря — Софи Браслау (47) — американская оперная певица; рак.
- 23 декабря — Хендрик Лунд (56) — норвежский художник — импрессионист, мастер портретного искусства.
- 24 декабря — Альбан Берг (50) — австрийский композитор и музыкальный критик.
- 29 декабря — Авенир Констенчик (46) — российский военный летчик, георгиевский кавалер.

## Дата неизвестна или требует уточнения
- Ромуальда Бодуэн де Куртэне (род. в 1857) — польская писательница, жена языковеда Ивана Бодуэна де Куртэне.
- Роман Вайсберг (род. в 1896) — советский экономист.
- Александр Гагман (род. в 1871) — русский и советский уролог, доктор медицинских наук, профессор.
- Яков Гребенщиков (род. в 1887) — русский и советский библиограф, библиотековед и библиофил.
- Александр Марков (род. в 1877) — советский партийный, профсоюзный и государственный деятель.